# Desa Mojodadi (administrativ by i Indonesien, lat -7,40, long 112,38)
Desa Mojodadi är en administrativ by i Indonesien.   Den ligger i provinsen Jawa Timur, i den västra delen av landet, 600 km öster om huvudstaden Jakarta.